# Nicola Guarino
Nicola Guarino (Messina, 1954) è un ingegnere elettronico e ricercatore italiano.
Lavora presso il Laboratorio per l'ontologia applicata (LOA), nel CNR di Trento.
Ha pubblicato numerosi articoli riguardanti l'Intelligenza Artificiale, la rappresentazione della conoscenza e le ontologie.
È noto per aver sviluppato il sistema OntoClean assieme a Chris Welty.

## FOIS
Ha fondato la conferenza "Formal Ontology in Information Systems" che nel 2008 si è tenuta a Saarbrücken in Germania e che ha avuto come presidente proprio Guarino.
Tale conferenza si tenne per la prima volta nel giugno del 1998 a Trento in contemporanea con la sesta conferenza internazionale sui principi della rappresentazione della conoscenza e del ragionamento (KR98).
Successivamente si ripeté dal 17 al 19 ottobre 2001 a Ogunquit, città del Maine, nell'autunno del 2004 a Torino e dal 9 all'11 novembre 2006 a Baltimora.